# Batman: Arkham Underworld
Batman: Arkham Underworld — мобильная игра в жанре стратегии, разработанная Turbine, Inc. и изданная Warner Bros. Interactive Entertainment. Релиз состоялся 14 июля 2016 года для Android, iOS.

## Игровой процесс
Batman: Arkham Underworld — мобильная игра в жанре стратегии. Игроку необходимо построить свою криминальную империю, нанимая злодеев из вселенной Бэтмена. 

## Сюжет
История начинается за девять лет до самой игры, когда Женщина-кошка помогает Риддлеру сбежать из лечебницы Аркхэм. С этого момента босс мафии Кармине Фальконе сразу становится целью захватить его бизнес и территорию, постепенно расширяясь.

## Разработка и выпуск
Официальный анонс Batman: Arkham Underworld состоялся 3 марта 2015. 14 июля 2016 состоялся релиз на Android и iOS. Игра была закрыта в 2017 году.

## Отзывы критиков
| Сводный рейтинг    | Сводный рейтинг |
| Агрегатор          | Оценка          |
| ------------------ | --------------- |
| Metacritic         | 64/100          |
| Иноязычные издания |                 |
| Издание            | Оценка          |
| Gamezebo           | [ 7 ]           |
| Multiplayer.it     | 7,5/10          |

Batman: Arkham Underworld получила «смешанные отзывы», согласно агрегатору рецензий Metacritic.
Саймон Рид из Gamezebo похвалил новый взгляд на вселенную Бэтмена, назвав её «симпатичной», щедрое получение валюты на начальном этапе и наличие новых идей в жанре стратегии.